# Parc Thunderbird
Pour les articles homonymes, voir Thunderbird.

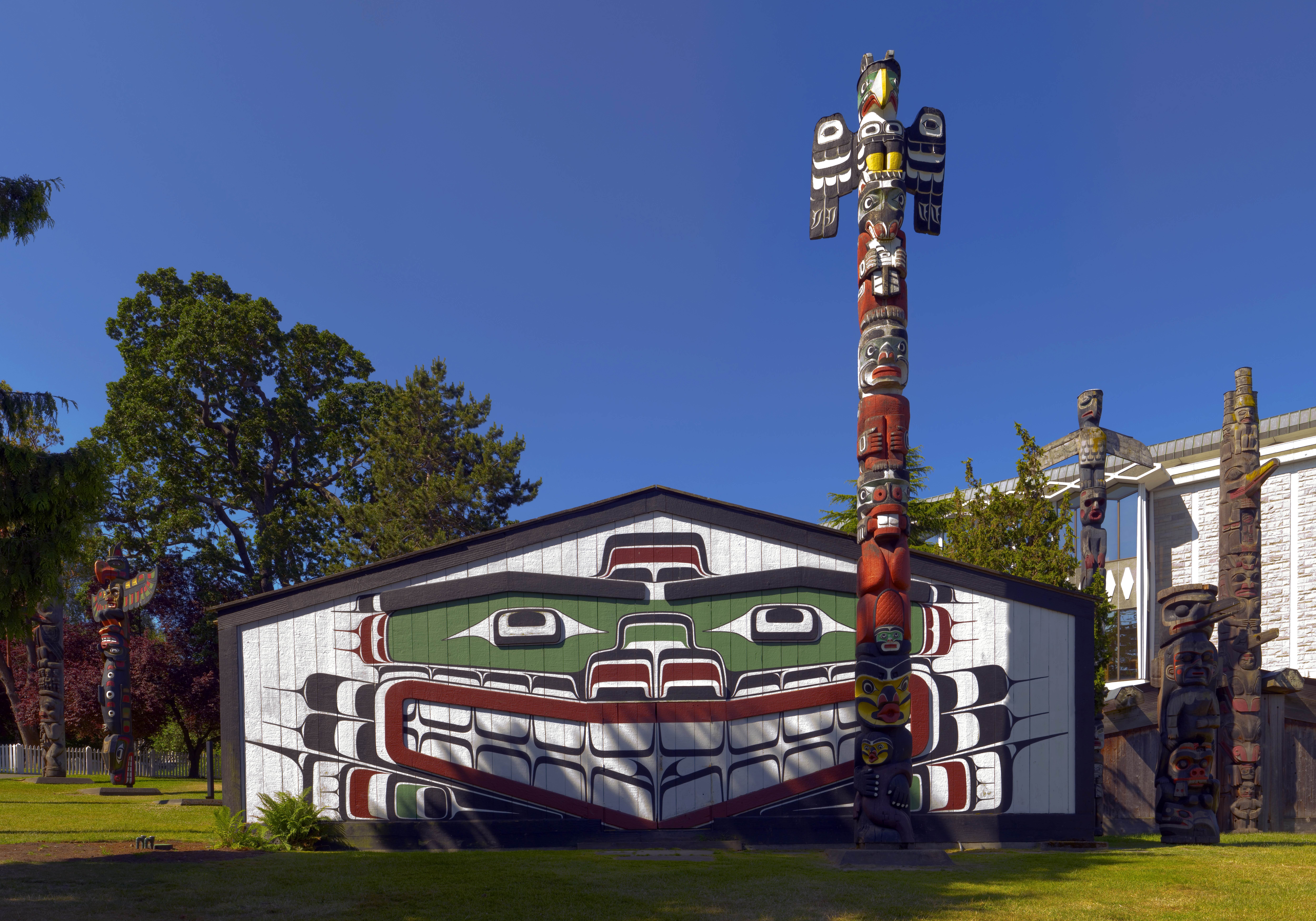
Wawadit'la, ou la maison de Mungo Martin, une "Grande maison" des Kwakwaka'wakw, avec ses totems. Monuments construits par le chef sculpteur Mungo Martin assisté de David Martin et Mildred Hunt en 1953 à Thunderbierd park, Victoria, en Colombie Britannique.

Le Parc Thunderbird  (Thunderbird Park ou parc de l'oiseau-tonnerre) est un parc de la ville de  Victoria, la  capitale de la Colombie-Britannique, situé juste à côté du Royal British Columbia Museum. 
Le parc est célèbre pour abriter de nombreux mâts totémiques (principalement Gitxsan, Haïda et Kwakwaka'wakw) et d'autres monuments des Premières nations. On trouve aussi dans le parc  un atelier de sculpture du bois, l'école St. Anne (construite en 1844), Helmcken House (construite en 1852 par John Helmcken) et la Mungo Martin House (Wawadit'la), une traditionnelle "grosse maison" Kwakwaka'wakw, construite en 1953 par le chef Kwakwaka'wakw Mungo Martin. Le parc fait partie du Royal BC Museum Cultural Precinct, un quartier autour du musée abritant des sites historiques et des monuments.

## Histoire
Les premiers totems furent érigées sur le site en 1940 dans un effort de conservation des arts amérindiens qui se détérioraient rapidement.  Le Thunderbird Park fut ouvert en 1941. Vers 1951, beaucoup des totems avaient commencé à pourrir, et en 1952, le Royal British Columbia Museum entama un programme de restauration avec à la tête des sculpteurs Chief Martin. Ce dernier mourut en 1962 et fut remplacé par un sculpteur réputé Henry Hunt (en). D'autres artistes contribuèrent au programme de restauration, dont les propres fils de Hunt Richard et Tony Hunt, Tim Paul, Lawrence Bell, David Gladstone, David Martin et Bill Reid. Tous les totems originaux furent remplacés par les nouvelles versions vers 1992, et certains des totems d'origine sont maintenant protégés dans le musée.

## Galerie

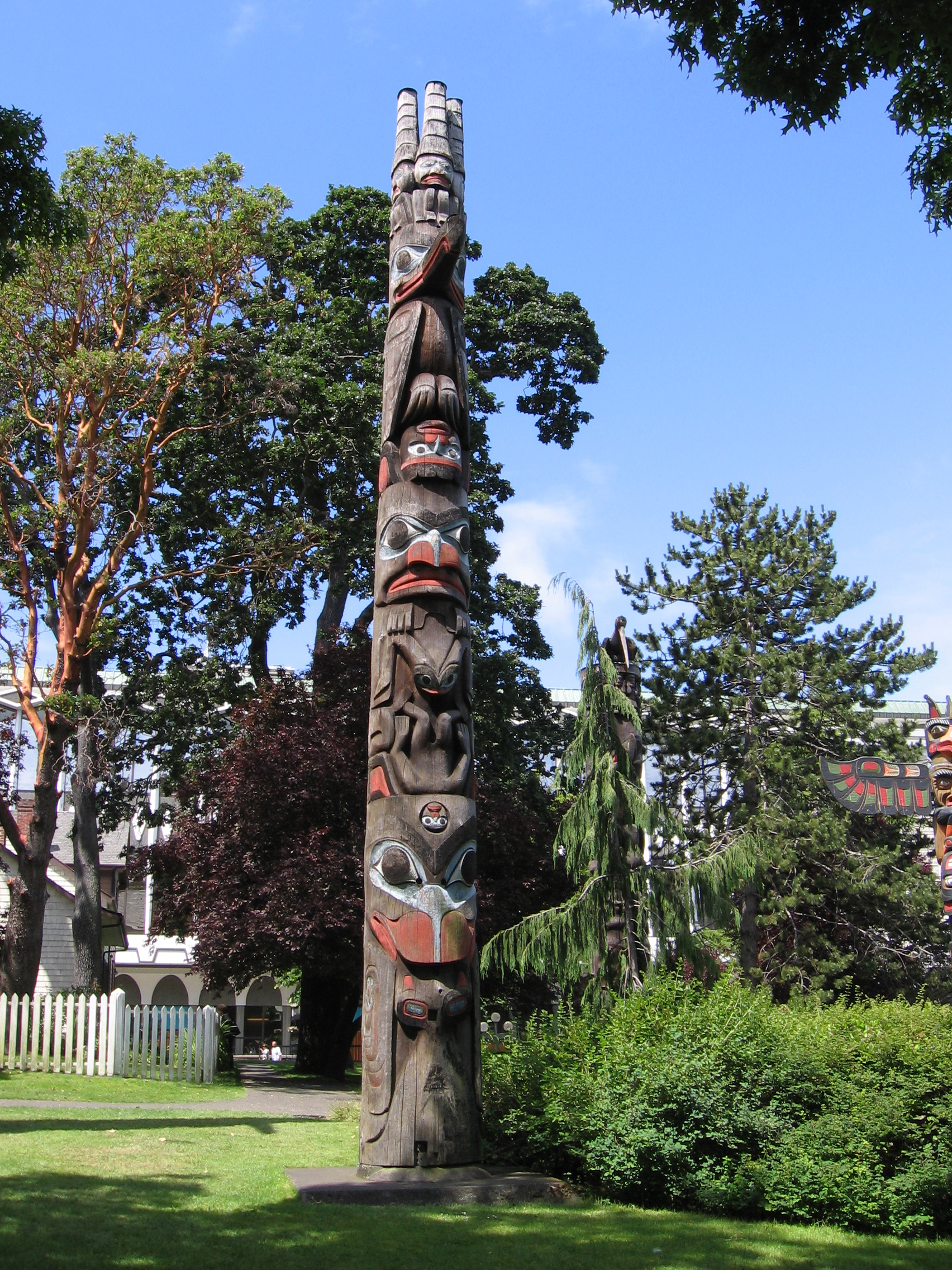
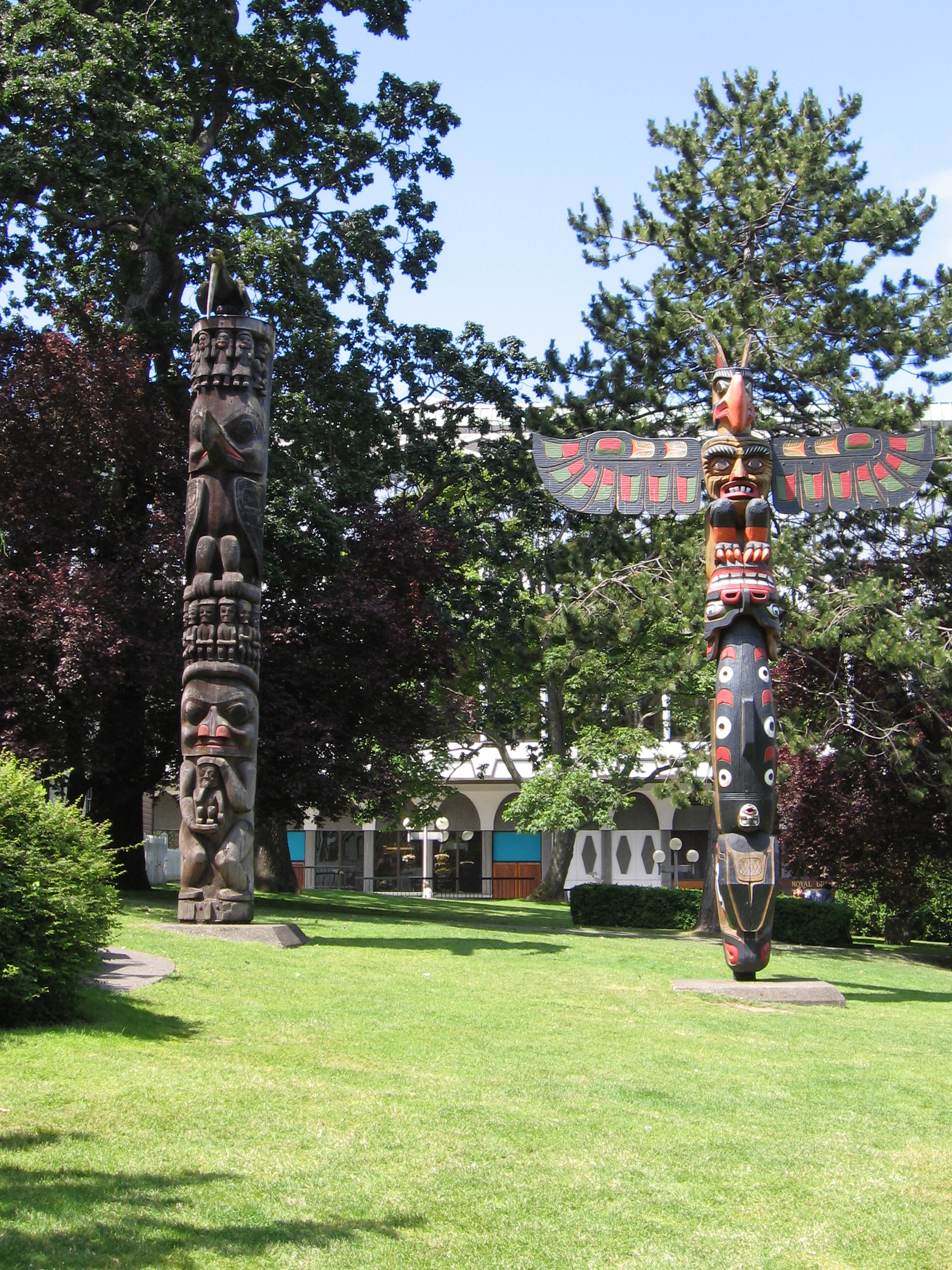
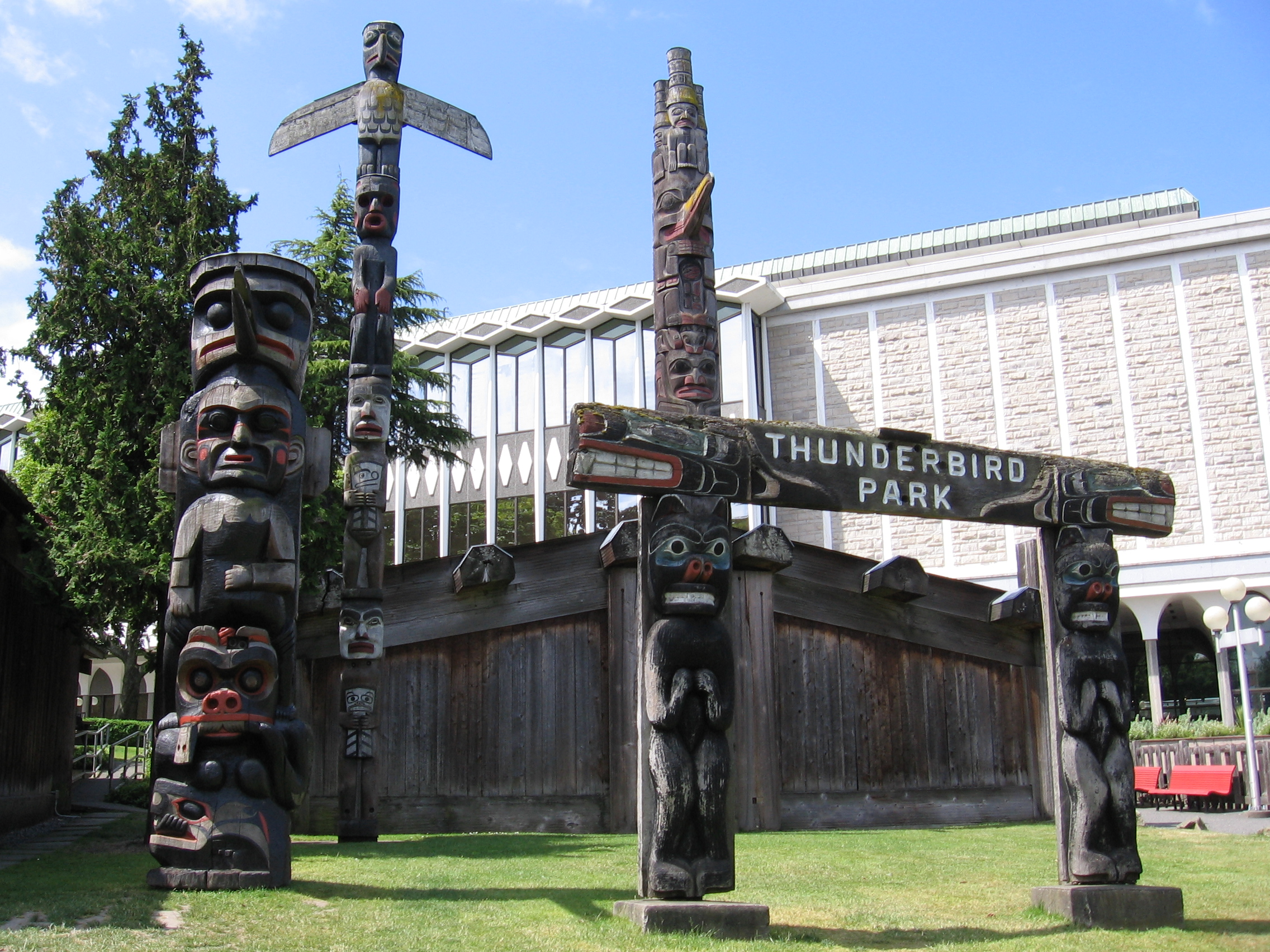
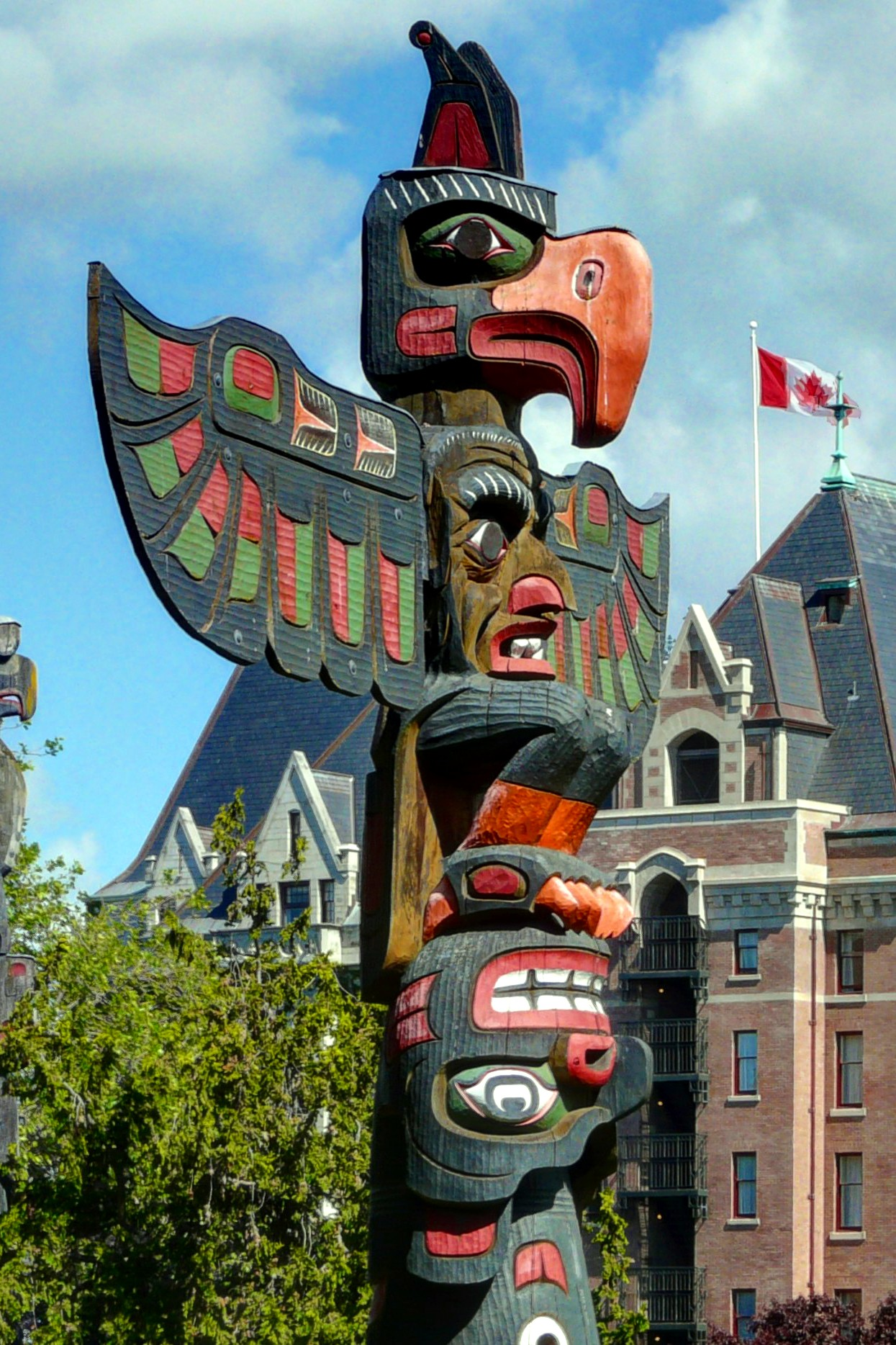

## Source
- (en) Cet article est partiellement ou en totalité issu de l’article de Wikipédia en anglais intitulé « Thunderbird Park (Victoria, British Columbia) » (voir la liste des auteurs).